# Erdélyi Történelmi Adatok

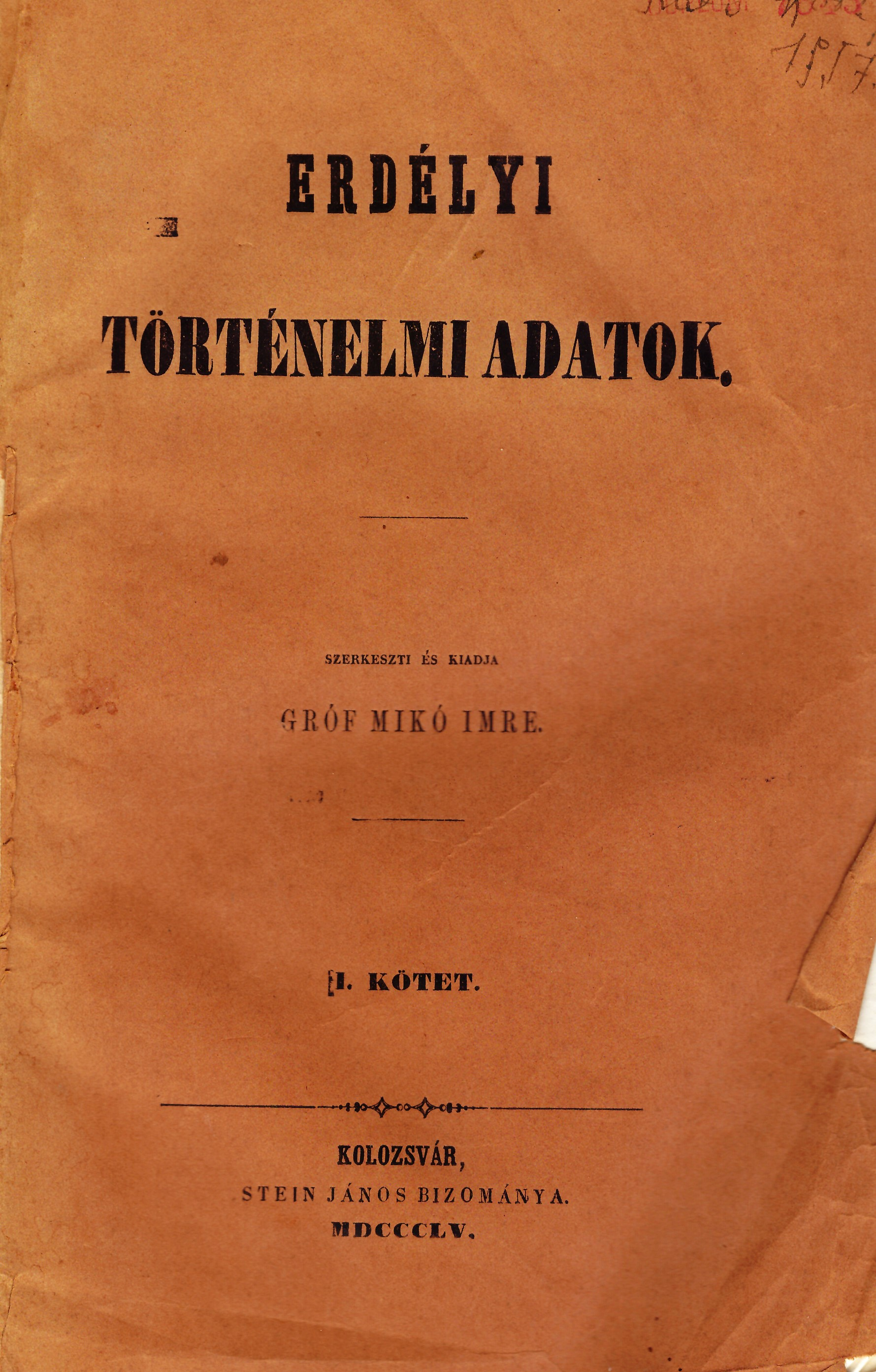
A sorozat első kötete

Az Erdélyi Történelmi Adatok Erdély történelmével kapcsolatos elsődleges forrásokat közlő sorozat. Köteteit a történetkutatás megjelenésük óta folyamatosan használja.

## Története
A sorozat első három kötetét (1855, 1856, 1858) Mikó Imre szerkesztette és adta ki, aki 1853–1855 között intenzíven kezdett foglalkozni Erdély múltjával, mivel a Habsburg-abszolutizmus korában a történelemtől mozgósító, reményt adó erőt remélt. A forráskutatáshoz, „a nyomtatásban meg nem jelent s itt ott még feltalálható erdélyi történelmi kútfőknek és adatoknak lassankénti kiadásához” közreműködésre kérte fel a körülötte kialakult értelmiségi kör történetkutatóit. A munkában gróf Kemény József, Nagyajtai Kovács István, Ötvös Ágoston, Jakab Elek, Kőváry László, Szabó Károly, Kriza János, Vass József, gróf Teleki Domokos és Mike Sándor vettek részt. A negyedik kötettől Mikó a szerkesztést Szabó Károlynak adta át; ez már az Erdélyi Múzeum-Egyesület kiadásában jelent meg 1862-ben. Mikó Imre és Szász Károly egyaránt a marosvásárhelyi Teleki-tékában végezték kutató-szerkesztő munkájukat.
Az ötödik kötet Jakó Zsigmond szerkesztésében jelent meg 1945-ben. Az újjáalapított Erdélyi Múzeum-Egyesület 1993-től folytatja a sorozat kiadását.
Az első négy kötetet a Szekszárdi Nyomda minikönyv formájában is kiadta 1987-ben.

## Köteteinek tartalma
- I. kötet (1855): Előszó; Tájékozás az erdélyi történetírás és adatgyűjtés körül, különös tekintettel a magyarországi hasonirányú törekvésekre; Borsos Sebestyén krónikája; Nagy Szabó Ferenc memoriáléja; Enyedi Pál énekéből az erdélyi veszedelmekről; Függelék Erdélyi Pál énekéhez; Toldalagi Mihály emlékirata; Portai követ Réti István számára adott utasítás Toldalagi Mihály és Váradi Körösi István által 1634. aug. 24.; Báthori István vajdaságában a portára fizetett adómennyiség följegyzése; Toldalagi Mihály levelei Bethlen Gábor fejedelemhez; Székely adatok, 1545–1636; Eredeti törvénycikkek, 1571–1576, Eredeti okiratok, 1601–1627.
- II. kötet (1856): Borsos Tamás második konstancinápolyi követsége 1618–1620; Borsos Tamás levelei Bethlen István erdélyi fejedelmi tanácsos és gubernatorhoz 1618–1619; Athnámék; Eredeti törvénycikkek, 1556–1565; Eredeti okiratok, 1620–1621.
- III. kötet (1858): Sepsi Laczkó Máté, Lórándffi Mihály udvari concionátora krónikája 1521–1624-ig; Székely adatok, 1559–1622; Eredeti törvénycikkek, 1569–1577; Eredeti okiratok, 1546–1621.
- IV. kötet (1862): Gróf Mikó Imre nyilatkozata; Szerkesztői előszó; Haller Gábor naplója 1630–1644; Bánfi György naplója 1644; Kálnoki István naplója 1645; Segesvári Bálint krónikája 1606–1654; Enyedi István II. Rákóczi György veszedelméről 1657–1660; Eredeti törvénycikkek 1582–1587; Székely adatok 1606; Eredeti okiratok 1637–1642.
- V. kötet (1945): Adatok a dézsma fejedelemségkori adminisztrációjához; Adatok a torockói jobbágylázadások történetéhez
- VI. kötet (1993, 1998): Torda város tanácsi jegyzőkönyve 1603-1678; Gyulafehérvár város jegyzőkönyvei
- VII. kötet (2003, 2005): János Zsigmond királyi könyve, 1569-1570; Báthory Zsigmond királyi könyvei, 1582-1602
- VIII. kötet (2006, 2016): Az erdélyi káptalan jegyzőkönyvei, 1222-1599; Az erdélyi káptalan jegyzőkönyvei, 1600-1613
- IX. kötet (2009, 2014): Torda vármegye jegyzőkönyvei
- X. kötet (2018): A kolozsmonostori konvent fejedelemség kori jegyzőkönyvei 1326–1590